# Зигфрид (Мюнстер)
Зигфрид фон Валбек (на немски: Siegfried von Walbeck; † 27 ноември 1032) от фамилията на графовете на Валбек, е от 1022 до смъртта си 1032 г. 13. епископ на Мюнстер.

## Произход и управление
Той е четвъртия син на граф Зигфрид I фон Валбек († 15 март 990) и Кунигунда фон Щаде († 13 юли 997), дъщеря на граф Хайнрих I „Плешливи“ фон Щаде († 976). Брат на граф Хайнрих фон Валбек († убит в битка 1002/1004), Фридрих фон Валбек († 1012/1018), граф на Валбек, бургграф на Магдебург, Титмар Мерзебургски († 1018), историк, от 1009 г. епископ на Мерзебург, и на Бруно II († 1049), от 1034 г. епископ на Ферден. Чрез майка си Зигфрид е ронина с Билунгите.
През 1009 – 1022 г. Зигфрид е абат на манастир Берге близо до Магдебург, където преди това е възпитаван. През 1022 г. е избран за епископ на Мюнстер, след смъртта на братовчед му Дитрих I.
Той е в конфликт с графовете на Верл. През 1027 г. участва в църковния събор във Франкфурт на Майн, свикан от император Конрад II и архиепископ Арибо фон Майнц.